# Tâloqân
Tâloqân (ou Tāleqān ou Talikhan) est une ville située au nord-est de l'Afghanistan, dans la province de Takhar.
Sa population est de 77 000 habitants en 2018. La ville dispose d'un aérodrome situé à 5 km au nord.

## Histoire
En 1272, Marco Polo y a trouvé « un castel où le blé est très bon marché et c'est une très belle terre ;  les montagnes au sud sont toutes de sel ». 
En 1837, J. Wood décrit la ville ainsi : « Talikhan ne doit pas comporter plus de trois à quatre cents maisons, qui pour la plupart ne sont que des masures. Elle est peuplée principalement de Badakhshi. La ville est à 275 m de la rivière, très désagréable par temps pluvieux. [...] Les jours de marché, près de quatre mille âmes y affluent depuis les districts environnants. »
Au xxie siècle, c'est la dernière ville à être tombée aux mains des Talibans, en janvier 2001.
Le 8 août 2021, la ville est une nouvelle fois reprise par les talibans.

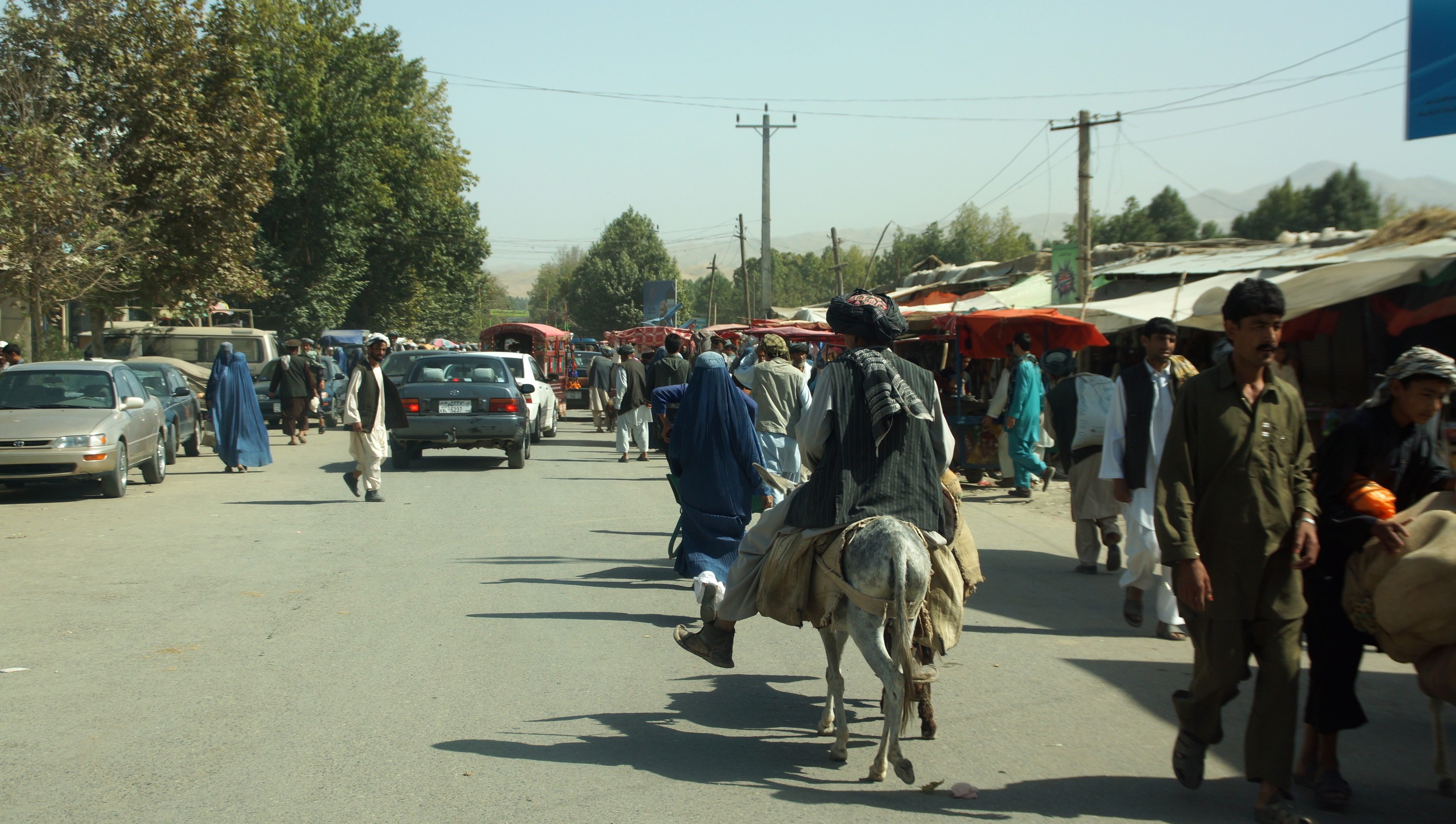
La rue du marché de Taloqan.